# Esquirol pigmeu de Sabanilla
L'esquirol pigmeu de Sabanilla (Microsciurus sabanillae) és una espècie de rosegador de la família dels esciúrids. Viu a l'Equador i el nord-oest del Perú. El seu hàbitat natural són els boscos, on viu a altituds d'entre 600 i 1.750 msnm. Té una llargada de cap a gropa de 134-151 mm i la cua de 140-148 mm. El seu nom específic, sabanillae, significa ‘de Sabanilla’ en llatí.